# Радищев Олександр Миколайович
Олекса́ндр Микола́йович Ради́щев (рос. Александр Николаевич Радищев; 31 серпня 1749 — 24 вересня 1802) — російський державний діяч, письменник, просвітитель, дисидент. Виборював ідеї демократії та республіканізму, участі народу в управлінні державою. Прибічник договірної теорії походження держави та природного права. Найвідоміший твір «Подорож із Петербурга до Москви» (1790). За цю книгу потрапив під нагляд поліції, а пізніше засланий в Сибір.

## Біографія
Радищев був найстаршим сином однієї з найбагатших родин приволзьких поміщиків, якому призначалася спадщина у сотні селянських душ. Відомо, що селяни врятували батьків Радищева під час повстання Пугачова, їм вимазали сажею обличчя, одягли в селянський одяг.
Радищев отримав гарну освіту — у 13-15 років він уже знав Вольтера, Руссо, володів кількома мовами. Юний Олександр був одним з пажів імператриці Катерини ІІ. Пізніше, разом з декількома іншими здібними дворянськими юнаками, Радищев відправляється до Лейпцигу для подальшої освіти. У цей же період у Лейпцизькому університеті навчався Ґете.
22-річний Радищев повернувься додому, швидко просувався по службі, був нагороджений орденом і очолив головну в імперії петербурзьку митницю. Працював під керівництвом Германа Даля. Одружився з Ганною Рубановською, знатною дівицею, що вчилася в Смольному інституті, яким опікувалася Катерина ІІ. В подружжя нородилося четверо дітей. Мільйонером Радищев не став, служив чесно, викликаючи гнів чиновників. Важким ударом стала для нього раптова смерть коханої дружини.
Фахівці багато років сперечаються, що штовхнуло його на героїчні самогубні вчинки. Одні наполягали, що він знаходився під враженням від гнітючої російської дійсності, інші пов'язували задум Радищева з розвитком світової думки. «Подорож з Петербурга до Москви»: 700 верст, що розділяли дві столиці, мандрівник долав приблизно за три доби. Він проїхав 25 поштових станцій, книга відповідно поділяється на 25 глав.
Книга була в основному готова ще на початку 1789 року, за кілька місяців до штурму Бастилії. Червневим днем 1790 року в книгарні петербурзького купця Зотова було виставлено на продаж 26 примірників, імені автора на титульному аркуші не було. Кілька примірників Радищев розіслав друзям і освіченим вельможам.
30 червня 1790 року (за старим стилем) він був заарештований і доставлений до Петропавловської фортеці. Радищев був засуджений до страти, а його книжка до спалення. Кілька тижнів письменник чекав смерті, але з нагоди миру зі Швецією його «вибачають» і засилають до Східного Сибіру терміном на десять років. 1797 року Радищев повернувся до Петербурга. Розробив проект юридичної реформи (1801–1802), виступав за скасування кріпосницького устрою. Через погрози нових репресій покінчив життя самогубством.

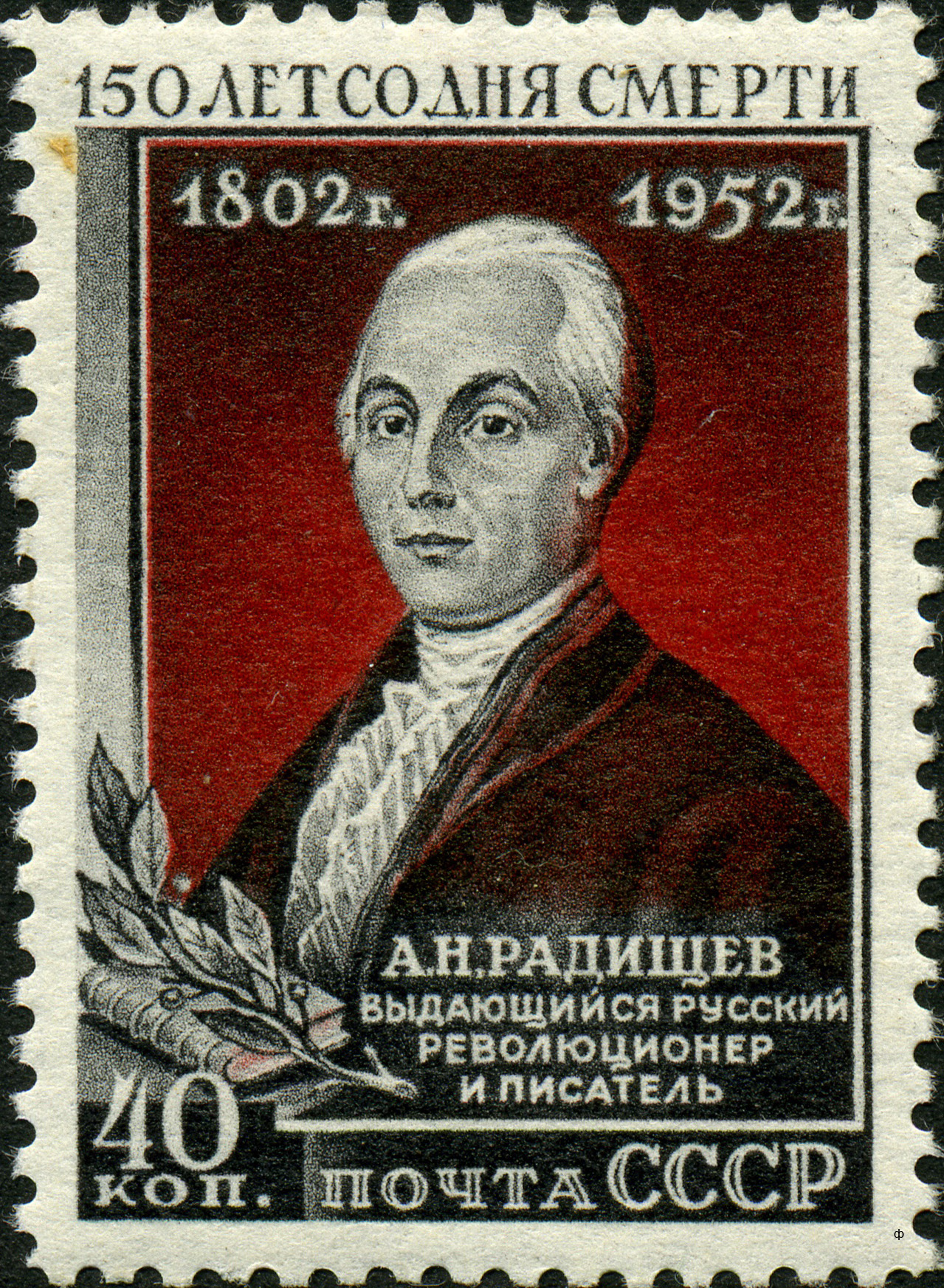
Поштова марка СССР, 1952 рік

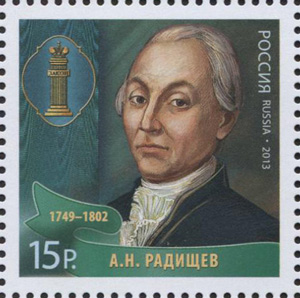
Поштова марка Росії, 2013 рік

## Родина
В Олександра Радищева було семеро дітей: четверо — Василь (народився 1777 року), Микола (народився 1779 року), Катерина (народилася 1782 року) та Павло (народився 1783 року) від Ганни Василівни Рубановської, яка померла при народженні останнього сина Павла, та три дитини від Єлизавети Василівни Рубановської — рідної сестри його померлої дружини, яка 1791 року разом із молодшими дітьми — Катериною та Павлом — не побоялася відправитися з Радищевем на заслання до Сибіру. Мужня дівчина, що замінила матір дітям Радищева, вирішила, поїхавши з ним, полегшити долю засланця. Вона стала другою дружиною письменника. Але це сімейне щастя Радищева було недовгим: при поверненні із заслання Єлизавета Василівна застудилася в дорозі та в квітні 1797 року померла в Тобольську. Із заслання Радищев повертався не тільки з дітьми від першого шлюбу, за час, проведений в Ілімську, сім'я значно збільшилася. Єлизавета Василівна у квітні 1792 року народила на засланні Ганну, названу на честь померлої дружини Радищева, у січні 1795 року — Теклю, названу на честь матері письменника, у вересні 1796 року — Афанасія, названого на честь дідуся письменника. Під час сибірського заслання батька старші сини письменника Василь і Микола жили в Архангельську в його брата Мойсея, який служив на митниці.
Наймолодший син — Афанасій став російським чиновником, генерал-губернатором.